# Iridomyrmex hartmeyeri
Iridomyrmex hartmeyeri é uma espécie de formiga do gênero Iridomyrmex.